# Concepción de salud en Psicología social
La psicología social, fundada por Kurt lewin, es definida como una ciencia que estudia las relaciones entre lo interpersonal y la relación con la sociedad. La psicología social de Enrique Pichon-Rivière comparte este amplio campo de problematizaciones, aunque particularmente para este autor la psicología social es la "ciencia de las interacciones orientadas hacia un cambio social planificado. La psicología social que postulamos tiene como objeto de estudio el desarrollo y transformación de una relación dialéctica, la que se da entre estructura social y fantasía inconsciente del sujeto, asentada sobre sus relaciones de necesidad. Dicho de otra manera, la relación entre estructura social y configuración del mundo interno del sujeto, relación que es abordada a través de la noción de vínculo". Esto hace que la perspectiva pichoniana sobre la concepción de salud y enfermedad incluya algunas categorías particulares, principalmente vinculadas a la determinación de la salud o enfermedad en virtud de capacidad para participar activamente (con capacidad de transformación) en el mundo.
Desde la Teoría del Vínculo, no puede entenderse la emergencia de la enfermedad mental como un hecho aislado, sino como resultado del interjuego de múltiples factores (biológicos, psicológicos y sociales). El criterio que permite establecer si la conducta del sujeto es normal o patológica está relacionada con un sistema de representaciones y con una infraestructura de relaciones sociales de producción. Pichon "propone, como parámetro indicador de salud la capacidad de desarrollar una actividad transformadora, un aprendizaje. Salud es, para Enrique Pichon-Rivière la"adaptación activa a la realidad". Según su concepción: "el sujeto está "activamente adaptado" en la medida que mantiene un interjuego dialéctico con el medio y no una relación rígida, pasiva, estereotipada" (enfermedad).

## Vínculo y salud mental
Para Pichon Rivière el vínculo es la estructura fundamental de relación intersubjetiva por las cuales se media en la brecha entre individuo y sociedad. Éste se ve atravesado por procesos comunicacionales y de aprendizaje a través de los cuales  se producen  modificaciones y transformaciones de conducta. En este sentido, para Pichon Rivière toda conducta implica un vínculo [cita requerida], y por ende los criterios de salud y enfermedad se determinan con arreglo a la capacidad de los individuos de establecer vínculos comunicativos y de aprendizaje con los cuales interactuar con los otros sujetos y con la realidad externa (medio).
Así, para Pichon el vínculo implica un interjuego dialéctico entre sujetos, creando una estructura particular de cada caso y cada momento; estructura psíquica que lleva al autor a concebir la naturaleza social del psiquismo, definiendo al sujeto como: "...emergente producido en una complejísima trama de vínculos y relaciones sociales. Producido y emergente pero, a la vez, productor, actor y protagonista". 
La relación vincular del sujeto con el mundo en Pichon es estructurante del sujeto mismo, así, el fundamento motivacional del vínculo se encuentra en la necesidad, la cual se satisface  mediatizada por los otros sujetos; por lo tanto las fuentes de gratificación están fuera de él. En esta búsqueda de la satisfacción se da la internalización de la estructura vincular, que se va articulando con el medio interno del sujeto, lo que condiciona la forma en que aprende la realidad. Las conductas del sujeto se modifican a partir de sus propias experiencias, en cada experiencia hay un aprendizaje, "aprendemos a aprender", aprendemos a organizar y significar nuestras experiencias, pensamientos, sentimientos, construyendo hábitos de aprendizaje. Para el autor, el aprendizaje es una situación de cambio como resultado de una interacción con el otro, es un proceso de apropiación instrumental de la realidad para transformarla.
A estas capacidades de establecimiento de vínculos, apropiación, y /o transformación de realidad el autor las condensa en la categoría genérica de adaptación, la cual se relaciona directamente con los criterios de salud y/o enfermedad de la concepción Pichoniana.
El autor diferencia dos tipos de adaptación, un proceso de adaptación activa (salud) y un proceso de adaptación pasiva(enfermedad)a la realidad, proceso este último también designado como alienación. La adaptación es la adecuación o coherencia de la respuesta a las exigencias del medio, implica una lectura de la realidad con capacidad de evaluación y propuestas de cambio [cita requerida].

## Adaptación pasiva y Adaptación activa

### Adaptación pasiva
Pichon Rivière destaca la confusión que suele hacerse al homologar adaptación pasiva con curación.

"En la práctica psiquiátrica, es frecuente observar que muchos pacientes son dados de alta tomando como índice de curación el hecho de que comen bien, se visten correctamente, etc., es decir presentan una conducta aparentemente 'normal', han llegado a construir un estereotipo con el cual se manejan en forma casi automática en su vida cotidiana. En este estereotipo, el médico, la familia y los allegados se integran como contexto. El sujeto puede comer, puede dormir, etc., pero no se dan en él modificaciones profundas, ni tampoco actúa como un agente modificador de su medio. Se convierte así en el líder alienizante de toda una estructura, merced a la situación de impostura grupal en la que impera la 'mala fe'".

### Adaptación activa
"El concepto de adaptación activa que proponemos es un concepto dialéctico en el sentido de que en tanto el sujeto se transforma, modifica al medio, y al modificar el medio se modifica a sí mismo. Entonces, se configura una espiral permanente, por el cual un enfermo que está en tratamiento y mejora opera simultáneamente en todo el círculo familiar, modificando estructuras en ese medio (produciendo una desalienación progresiva del intra y del extragrupo)".

Establece una fuerte vinculación entre adaptación activa y aprendizaje, definiendo a este último como adaptación activa a la realidad. En efecto,la adaptación activa a la realidad y el aprendizaje están indisolublemente ligados. "El sujeto sano, en la medida en que aprehende el objeto y lo transforma, es decir, que hace ese aprendizaje operativo, se modifica también a sí mismo entrando en un interjuego dialéctico con el mundo en el que la síntesis que resuelve una situación dialéctica se transforma en el punto inicial o tesis de una antinomia que deberá ser resuelta en ese continuo proceso en espiral".
La familia es el grupo primario donde comienza este proceso. Como indica Pichon Rivière, 

"la tarea del grupo familiar es la socialización del sujeto, proveyéndole de un marco y basamento adecuados para lograr una adaptación activa a la realidad en la que se modifica él y modifica al medio, en un permanente interjuego dialéctico".

## Enfermedad mental y estructura grupal
Según Víctor Giorgi, Pichon-Rivière, tras la experiencia con pacientes psiquiátricos, dirá: "El contacto con los pacientes, el intento de establecer con ellos un vínculo terapéutico confirmó lo que de alguna manera había intuido: que tras toda conducta 'desviada' subyace una situación de conflicto, siendo la enfermedad la expresión de un fallido intento de adaptación al medio. En síntesis que la enfermedad era un proceso comprensible". Va a considerar a la enfermedad mental como "un fenómeno comprensible emergente del interjuego de múltiples factores con diversos niveles de articulación, entre los cuales integra lo macrosocial (relaciones de producción y cosmovisión ideológica), lo microsocial (familia, grupos, instituciones) y la estructura del mundo interno del sujeto; viendo la emergencia de la enfermedad como un salto cualitativo en un proceso en el cual puede reconocerse una continuidad genética y funcional".

## Teoría de la enfermedad única
La teoría de la enfermedad única que Enrique Pichon-Rivière elabora a partir de los postulados del psicoanálisis, parten de una hipótesis: que "tras los signos de una conducta anormal 'anormal', 'desviada', 'enferma', subyace una situación de conflicto de la que la enfermedad emerge como intento fallido de solución".
El postulado básico de su teoría de la enfermedad mental es que: "toda respuesta 'inadecuada', toda conducta 'desviada' es la resultante de una lectura distorsionada o empobrecida de la realidad".